# Інститут литовської мови
Інститут литовської мови (лит. Lietuvių kalbos institutas) — науковий інститут у Вільнюсі, що проводить фундаментальні та прикладні дослідження литовської мови і розповсюджує знання про неї і його наукове вивчення. Розташований у Вільнюсі в Антоколі, за адресою вулиця Вілейшо 5 (P. Vileišio g. 5).

## Історія
Зародок Інституту литовської мови вбачається у створеній в 1930 році Юозасом Бальчиконісом редакції фундаментального словника литовської мови, який до цих пір залишається найважливішою колективною роботою інституту. У 1939 році в Каунасі було засновано Інститут литуаністики з трьома відділами — литовської мови, історії Литви і литовського фольклору. В 1940 році після передання Вільнюса Радянським Союзом Литві Інститут литуаністики облаштувався у вільнюському палаці Вілейшіса. У 1941 році, коли було створено Академію наук Литовської РСР, на основі Інституту литуаністики та Литовського наукового товариства (Lietuvių mokslo draugija) був заснований Інститут литовської мови АН Литовської РСР. 
У відновленому після Другої світової війни в 1945 році інституті було 12 співробітників. У 1952 році за рішенням Президії АН Литовської РСР інститут був об'єднаний з Інститутом литовської літератури. Директором Інституту литовської мови і літератури став письменник і літературний критик Костас Корсакас, який очолював інститут до 1984 року, потім — Йонас Ланкутіс (1984-1990). 
У 1941—1952 роках складалися картотеки словника литовської мови, вивчалися діалекти та топоніміка, організовувалися діалектологічні експедиції. В інституті спочатку налічувалося 47 співробітників, у 1980 році — 113. У 1990 рік був заснований самостійний Інститут литовської мови. Директором був обраний Александрас Ванагас. До того часу в інституті було 95 працівників, з них 63 наукових співробітники. До 2002 року інститут займав одну з будівель палацу Вілейшіса. У 2008 році налічувалося 70 наукових працівників, з них 9 габілітованих докторів, 37 докторів наук.

## Структура
В Інституті литовської мови і літератури діяли сектори історії мови і діалектології та сучасної литовської мови і словників, у 1960 році реорганізований у два сектори — сучасної литовської літературної мови і сектор словників. Сектором історії мови та діалектології спочатку керував Борис Ларін, в 1953—1955 роках — Казіс Ульвідас. У 1959 році в цьому секторі було утворено групу топоніміки (керівник Александрас Ванагас), в 1976 році переведену в сектор сучасної литовської літературної мови. У 1974 році було утворено групу соціолінгвістики. 
В даний час[коли?] в інституті діють: 
- відділ історії мови та діалектології
- відділ ономастики
- відділ граматики
- відділ культури мовлення
- центр термінології
- центр лексикографії
- видавництво

## Керівництво
- Пранас Скарджюс[lt] 1941
- Антанас Саліс[ru] 1941-1944]]
- Юозас Бальчиконіс 1945-1952
- Костас Корсакас 1946— 1984
- Йонас Ланкутіс[ru] 1984— 1990
- Александрас Ванагас[ru] 1990—1995
- Альбертас Росінас[lt] 1995
- Зігмас Зинкявічюс 1995—1996
- Альгірдас Сабаляускас[lt] 1997 — 2000
- Артурас Юджентас 2000—2001
- Гедрюс Субачюс 2001—2003
- Йоланта Забарскайте з 2003 року